# Acteonimorpha
Super-ordre
Les Acteonimorpha sont un super-ordre de mollusques de la sous-classe des Heterobranchia.

## Systématique
Le super-ordre des Acteonimorpha a été créé en 2017 par l'helminthologiste et malacologiste allemand Michael Schrödl (d) dans une publication de Philippe Bouchet et al.

## Liste des taxons
Selon World Register of Marine Species (20 octobre 2021) :
- super-famille des Acteonoidea d'Orbigny, 1842
- super-famille des Rissoelloidea Gray, 1850

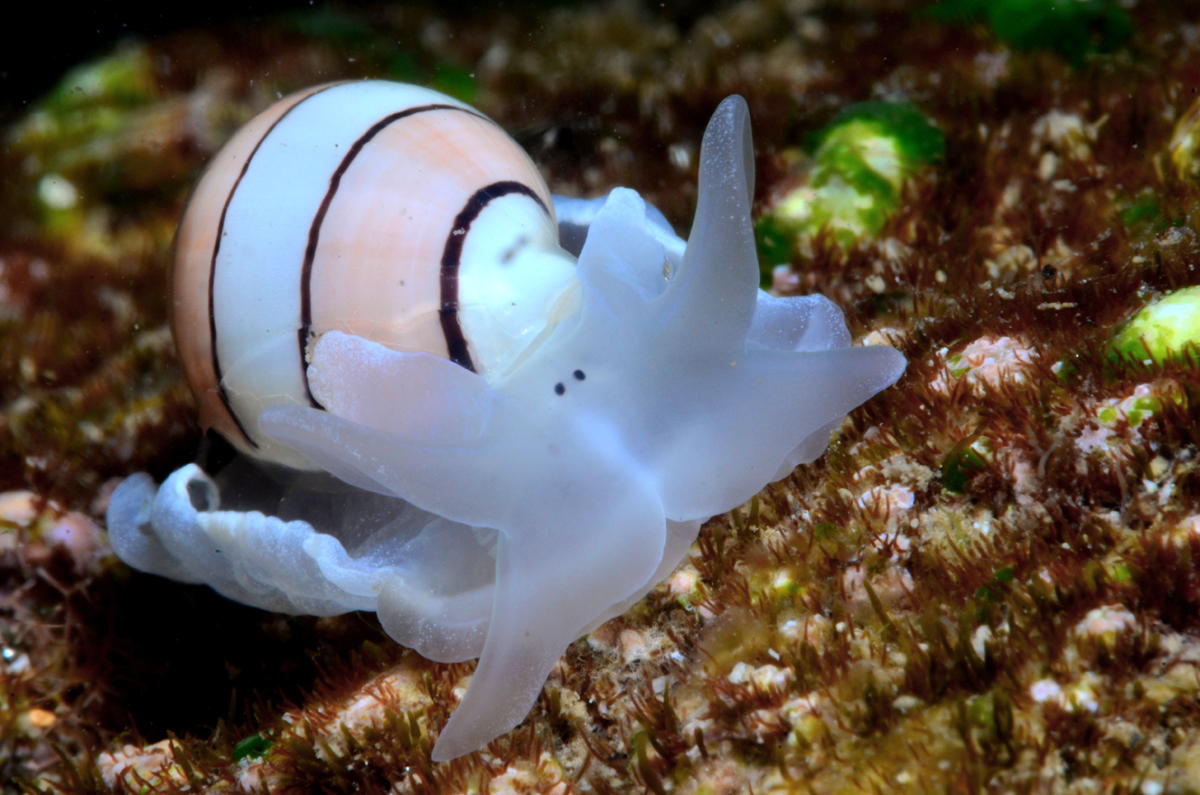
Aplustrum amplustre (Acteonoidea).
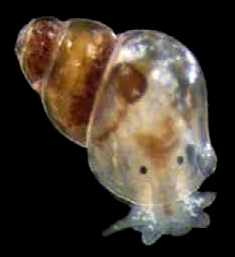
Rissoella opalina (Rissoelloidea).

## Publication originale
- (en) Philippe Bouchet, Jean-Pierre Rocroi, Bernhard Hausdorf, Andrzej Kaim, Yasunori Kano, Alexander Nützel, Pavel Parkhaev, Michael Schrödl et Ellen E. Strong, « Revised Classification, Nomenclator and Typification of Gastropod and Monoplacophoran Families », Malacologia, Ann Arbor, Inconnu et Institute of Malacology (d), vol. 61, nos 1-2,‎ décembre 2017, p. 1-526 (ISSN 0076-2997 et 2168-9075, OCLC 01696513, DOI 10.4002/040.061.0201).